# 岩瀬忠篤
岩瀬 忠篤（いわせ ただあつ、1959年 - ）は、日本の内閣府官僚。千葉大学助教授や、財務省財務総合政策研究所次長、農林水産省農林水産政策研究所次長、国土交通省国土交通政策研究所副所長等を経て、国土交通大学校長。

## 人物・経歴
千葉県生まれ。1982年筑波大学第三学群社会工学類卒業、経済企画庁入庁。経済企画庁国民生活局消費者行政第一課課長補佐、シンガポール東南アジア研究所客員研究員、経済企画庁物価局物価政策課課長補佐、総合研究開発機構主任研究員、経済企画庁総合計画局計画企画官、経済企画庁広報室長、国民生活センター企画広報課長、千葉大学法経学部総合政策学科助教授、内閣府経済社会総合研究所上席主任研究官、国土交通省国土計画局計画官、内閣府地域再生事業推進室参事官、国土交通省国土政策局離島振興課長、内閣府大臣官房審議官（経済社会システム担当）、財務省大臣官房参事官、財務省財務総合政策研究所次長等を経て、2014年農林水産省農林水産政策研究所次長兼食料産業局次長。2015年農林水産省大臣官房審議官兼食料産業局。2017年国土交通省国土交通政策研究所副所長。2018年国土交通省国土交通大学校長。2020年西武文理大学サービス経営学部教授。

## 著書
- 『消費者から情報社会を考える : 生活サービス情報の評価システムの構築をめざして』大学教育出版 2004年